# Apenes sinuata
Apenes sinuata är en skalbaggsart som beskrevs av Thomas Say. Apenes sinuata ingår i släktet Apenes och familjen jordlöpare. Inga underarter finns listade i Catalogue of Life.